# Europejski Dzień Ochrony Danych Osobowych
Europejski Dzień Ochrony Danych Osobowych (fr. Journée européenne de la protection des données, ang. Data Protection Day) – święto obchodzone 28 stycznia. Celem święta jest podniesienie świadomości i wspieranie działań w zakresie ochrony prywatności i ochrony danych osobowych.

## Historia
26 kwietnia 2006 r. święto zostało ustanowione przez Komitet Ministrów Rady Europy. Przypada w rocznicę uchwalenia Konwencji 108 Rady Europy o ochronie osób w zakresie zautomatyzowanego przetwarzania danych osobowych z 28.01.1981 r., która jest najstarszym aktem prawnym o zasięgu międzynarodowym dotyczącym ochrony danych osobowych. Polska uczestniczy w obchodach od pierwszej edycji w 2007 roku.
Dzień jest obchodzony w 47 krajach europejskich, w tym 27 z UE, a także w Kanadzie, Stanach Zjednoczonych (od 2009) oraz Nigerii i Izraelu. Święto ma proweniencję europejską, jednak zyskało zasięg światowy, poza obszarem Europy nazywane jest Data Protection Day.